# هونگ بو: انقلابی
هونگ بو انقلابی (انگلیسی: Heung-boo: The Revolutionist; کره‌ای: 흥부) فیلم درام تاریخی محصول سال ۲۰۱۸ کره جنوبی به کارگردانی چو گون هیون و با بازی جونگ وو، کیم جو هیوک، جونگ جین یونگ و جونگ هه این است. این فیلم در ۱۴ فوریه ۲۰۱۸ منتشر شد.

## بازیگران

### اصلی
- جونگ وو در نقش هونگ بو
- کیم جو هیوک در نقش جو هیوک
- جونگ جین یونگ در نقش جو هانگ ری
- جونگ هه این در نقش پادشاه هون‌جونگ